# Lutfulla Turaev
Lutfulla Turaev (tiếng Uzbek: Lutfulla To'rayev or Лутфулла Тўраев, sinh ngày 30 tháng 3 năm 1988) ở Uzbekistan là một cầu thủ bóng đá thi đấu ở vị trí tiền vệ. Hiện tại anh thi đấu cho Bunyodkor và đội tuyển quốc gia Uzbekistan.

## Sự nghiệp câu lạc bộ

### Nasaf Qarshi
Năm 2010, anh ký bản hợp đồng 2 năm với câu lạc bộ Giải bóng đá vô địch quốc gia Uzbekistan Nasaf Qarshi. Năm 2010 season he played 21 games, scoring 2 goal.

### Bunyodkor
Vào tháng 12 năm 2011 anh chuyển đến Bunyodkor theo dạng chuyển nhượng tự do.

## Sự nghiệp quốc tế
Năm 2010, anh ra mắt cho Đội tuyển bóng đá quốc gia Uzbekistan.

## Danh hiệu

### Câu lạc bộ
Mash'al Mubarek
- Á quân Giải bóng đá vô địch quốc gia Uzbekistan (1): 2005
- Á quân Cúp bóng đá Uzbekistan (1): 2006

Nasaf
- Á quân Giải bóng đá vô địch quốc gia Uzbekistan (1): 2011
- Á quân Cúp bóng đá Uzbekistan (1): 2011
- Cúp AFC (1): 2011

Bunyodkor
- Giải bóng đá vô địch quốc gia Uzbekistan (1): 2013
- Cúp bóng đá Uzbekistan (1): 2013
- Á quân Cúp bóng đá Uzbekistan (1): 2012

Lokomotiv
- Á quân Giải bóng đá vô địch quốc gia Uzbekistan (1): 2014
- Cúp bóng đá Uzbekistan (1): 2014
- Siêu cúp bóng đá Uzbekistan (1): 2014

## Thống kê sự nghiệp
Tính đến 22 tháng 3 năm 2015
| Câu lạc bộ | Mùa giải | Số trận | Bàn thắng |
| ---------- | -------- | ------- | --------- |
| Mash'al    | 2004     | 14      | 1         |
| Mash'al    | 2005     | 10      | 0         |
| Mash'al    | 2006     | 21      | 1         |
| Mash'al    | 2007     | 25      | 0         |
| Mash'al    | 2008     | 27      | 0         |
|            | Tổng     | 97      | 2         |
| Nasaf      | 2009     | 28      | 1         |
| Nasaf      | 2010     | 24      | 1         |
| Nasaf      | 2011     | 21      | 2         |
|            | Tổng     | 73      | 4         |
| Bunyodkor  | 2012     | 25      | 2         |
| Bunyodkor  | 2013     | 24      | 7         |
|            | Tổng     | 49      | 9         |
| Lokomotiv  | 2014     | 25      | 2         |
| Lokomotiv  | 2015     | 2       | 0         |
|            | Tổng     | 27      | 2         |